# Mindehøjen i Søndermarken
Mindehøjen i Søndermarken er et mindesmærke for danske udvandrere, der ligger i Søndermarken, nær indgangen fra Pile Allé.
Mindehøjen blev opført hovedsageligt for at mindes de danske udvandrere, der rejste til Amerika, og aldrig kom tilbage til Danmark igen. Det blev udformet af Anders Bundgaard og indviet den 9. august 1925. Ved indvielsen kom der repræsentanter fra kongehuset og rigsdagen, prominente udlændinge samt 40-50.000 andre gæster. I det første år besøgte ikke mindre end 90.000 mennesker monumentet. Dette tal sank hurtigt til under 10.000, og i dag er det kun åbent for offentligheden på den amerikanske uafhængighedsdag d. 4. juli.

## Historie
I 1920'erne opstod der et ønske hos dansk-amerikanske udvandrere om at opsætte et mindesmærke for de udvandrere, der aldrig fik muligheden for at vende tilbage til Danmark. Det skulle dog ligge i nærheden af København, da der allerede var et mindesmærke i Jylland, Rebild Bakker. Man nedsatte en komité, som besluttede, at Anders Bundgaard, der i 1899 havde skabt Gefionspringvandet, skulle komme med det konkrete forslag til mindesmærket. Midlerne til projektet blev skaffet ved internationale og verdensomspændende indsamlinger blandt udlandsdanskere. Man sørgede for at alle økonomisk kunne overkomme det, og satte bidraget så lavt som 1 dollar. I alt blev der indsamlet 12.000 dollars.
Monumentet var oprindelig tiltænkt en placering i Dyrehaven eller på volden omkring Kastellet, men det endte med en placering i Søndermarken nær Frederiksberg Slot. Søndermarken har tidligere været brugt til politiske forsamlinger og demonstrationer, og har siden 1852 været åbent for offentligheden. 
Projektet fik først et klart nej fra myndighedernes side, men blev i 1924 efter lange forhandlinger alligevel bevilliget af Indenrigsministeriet, og kunne derefter åbne i 1925.

## Udformning
Mindehøjen skulle repræsentere Danmark og noget dansk, og forestiller en oldtidshøj dækket af græstørv. Fra mindehøjen fører en gang med kæmpesten ind til et cirkulært rum hvor en statue forestiller Moder Danmark – en kvinde med to børn på armen. Kvinden står på en femtakket stjerne, der repræsenterer de fem verdensdele, Europa, Asien, Afrika, Amerika og Australien, hvortil danskerne udvandrede. Rummet er kuppelformet med et lysindfald for oven – ligesom Pantheon i Rom. På væggen er der ni relieffer, der hver især skildrer en del af udvandrernes liv og færd.

## Mindehøjens betydning i dag
Ifølge Inge Adriansen er mindehøjens anlæggelse et eksempel på en identitetspolitik med fokus på følelser og holdninger. I modsætning til Rebild Bakker er det, trods både private og offentlige ambitioner, ikke lykkedes at bevare dette som et erindringssted. Det tillægges altså ingen større betydning længere, hvilket afspejles i at det kun åbent for offentligheden én dag om året. Adriansen antager at dette skyldes, at mindehøjen rummer en fortælling, der i dag ikke længere indgår i det nationale erindringsfællesskab.